# Agostino Lampugnani
Agostino Lampugnani OSB (Pseudonyme Gio Sonta Pagnalmino, Giovan Battista Mognalpina, Giovanni Tanso Mognalpina; * um 1586 als Giovan Battista Lampugnani in Mailand; † um 1666 ebenda) war ein italienischer Benediktinerabt und Schriftsteller.

## Leben
Lampugnani stammte aus einer alteingesessenen Mailänder Familie. Im Jahr 1599 trat er in das Benediktinerkloster San Simpliciano in Mailand ein und nahm den Ordensnamen Agostino an. Bis 1640 finden sich nur spärliche Informationen über ihn. Wahrscheinlich war er Prior, als 1630 die Pest in Mailand wütete. Bereits in jungen Jahren befasste er sich mit Theologie und  Literatur. Durch sein Studium lateinischer Autoren der Antike besaß er gute Lateinkenntnisse, wie aus seinen ersten Werken hervorgeht.
Eine seiner ersten Schriften, Cecilia predicante, befasst sich in Versen mit der Geschichte der heiligen Cäcilia und wurde erstmals 1619 in Venedig gedruckt. 1624 erschien ebenfalls in der Lagunenstadt die pastorale Fabel La ninfa guerriera, die von dem Werk Pastor fido von Giovanni Battista Guarini beeinflusst ist.
In seiner 1627 verfassten Schrift Antiocchiale verteidigt er das von Tommaso Stigliani in seinem Werk Dello Occhiale kritisierte Liebesepos L’Adone von Giambattista Marino. Seine Schrift blieb womöglich auf Betreiben der Inquisition unveröffentlicht, obwohl Lampugnani sein Werk bei mehreren Verlegern in verschiedenen italienischen Städten angeboten hatte. Das Manuskript gelangte schließlich in die Hände von Angelico Aprosio, der es in der von ihm gegründeten Bibliothek in Ventimiglia hinterlegte.
Mit Aprosio verband ihn seit seinem Beitritt in die Accademia degli Incogniti in den 1630er Jahren eine enge Freundschaft. Mit ihm pflegte er eine Brieffreundschaft, die bis in das hohe Alter fortbestand. 1634 erschien sein Werk über die Pestepidemie in Mailand von 1630 La pestilenza seguita in Milano l’anno 1630. Seine Schrift diente Alessandro Manzoni als Quelle unter anderem für seinen Roman I Promessi Sposi.
Nachdem er mindestens bis Anfang 1640 Prior im Kloster Santo Spirito in Pavia war, übernahm er anschließend dieses Amt auch im Kloster San Procolo in Bologna. Während seiner Zeit in Bologna wurde er Mitglied der Accademia bolognese degli Indomiti und tauschte sich mit zahlreichen Literaten und Künstlern aus. Sein Aufenthalt in Bologna fällt in seine intensivste Schaffensperiode. Bis zu seiner Rückkehr nach Mailand im Jahr 1644 entstanden mehrere Werke, darunter der Roman Celidoro, den er unter dem Pseudonym Giovan Battista Mognalpina in Venedig veröffentlichte.
In San Simpliciano in Mailand vollendete er das in Form von mehreren kritischen und anti-konformistischen Erzählungen verfasste Della carrozza da nolo, overo Del vestire, et usanze alla moda. In dem 1648 in Bologna unter dem Pseudonym Giovanni Sonta Pagnalmino veröffentlichten Buch wird zum ersten Mal im Italienischen das Wort moda (Mode) eingeführt. 1645 kehrte Lampugnani als Prior nach Pavia zurück. Im Kloster San Spirito vollendete er weitere Schriften, darunter ein Werk über die heilige Radegunde von Thüringen. 1648 wurde er zum Abt des Klosters San Simpliciano berufen. Einen Titel, den er ehrenhalber erhielt, um sich ganz der Schriftstellerei widmen zu können.
In Mailand überarbeitete er bereits im fortgeschrittenen Alter und unter Gicht leidend sein Werk Della carrozza da nolo, das unter dem Pseudonym Giovanni Tanso Mognalpina 1650 veröffentlicht wurde. Im gleichen Jahr vollendete er sein letztes Werk Lumi della lingua italiana, ein grammatikalisches Nachschlagewerk für die Jugend. Das zunächst von der Inquisition zensierte Buch, konnte erst 1652 erscheinen. Lampugnani starb wahrscheinlich vor 1666. Sein noch zu Lebzeiten gegenüber Aprosio gehegter Wunsch, seine unter verschiedenen Pseudonymen verfassten Schriften in einem Sammelband zu veröffentlichen, blieb unerfüllt.

## Werke (Auswahl)
- Antiocchiale („Gegen das Okular“), 1627
- La pestilenza seguita in Milano l’anno 1630 raccontata da Agostino Lampugnano priore di S. Simpliciano, 1634
- La Carrozza da Nolo, Overo del Vestire, e Usanze alla Moda („Die gemietete Kutsche, von Kleidung und modischen Bräuchen“), Bologna 1648 (Pamphlet, in dem eine Gruppe von Reisenden über die Moden und Gewohnheiten der damaligen Zeit diskutiert)